# Массімо Боніні
Массімо Боніні (італ. Massimo Bonini; нар. 13 жовтня 1959, Сан-Марино, Сан-Марино) — колишній сан-маринський футбольний півзахисник, по завершенні ігрової кар'єри — футбольний тренер та функціонер.
Найвідоміший за виступами у складі туринського «Ювентуса», разом із яким у 1980-х тричі вигравав Серію A, ставав володарем Кубка чемпіонів УЄФА, Кубка володарів кубків УЄФА, Суперкубка УЄФА, та міжконтинентального кубка.
Лауреат Ювілейної нагороди УЄФА як найвидатніший сан-маринський футболіст 50-річчя (1954—2003). Єдиний футболіст із цієї невеличкої країни, що є володарем європейського кубка.

## Клубна кар'єра
Вихованець футбольної школи сан-маринської команди «Ювенес-Догана». У 17 років переїхав до Італії, де протягом 1977 — 1981 років виступав за низку команд із регіону Емілія-Романья, спочатку за «Белларія-Іджеа-Марина» з Серії D, за рік — за представника Серії C «Форлі», а ще за рік — за «Чезену» з Серії B. 1980 року «Чезена» виборола право виступів в елітному дивізіоні, і в сезоні 1980-81 Боніні дебютував у Серії A.
У першому ж сезоні у Серії A виступи молодого гравця, який займав ключову позицію опорного півзахисника, привернули увагу тренерів найтитулованішого італійського клубу, «Ювентуса», до складу якого Боніні й приєднався влітку 1981 року. Туринський клуб саме шукав заміну своєму основному опорному півзахиснику Джузеппе Фуріно, що був близький до завершення кар'єри, і молодий сан-маринець досить швидко довів обґрунтованість своїх претензій на цю позицію. Дебютувавши в Серії A у грі проти свого попереднього клубу, «Чезени», футболіст відразу ж закріпився в основному складі «старої сеньйори», провівши в сезоні 1981-82 28 матчів у чемпіонаті.
За результатами свого дебютного сезону в «Ювентусі» гравець здобув із командою «скудетто» чемпіонів Італії, трофей, який пізніше Боніні вигравав ще двічі, в 1983-84 та 1985-86. 1982 року туринський клуб придбав зіркового француза Мішеля Платіні, і протягом наступних п'яти років тандем центральних півзахисників команди складала пара Платіні-Боніні. Причому, якщо завданням француза була організація атакувальних дій, то сан-маринець підстраховував центральну зону та відповідав за відбір м'яча та передачу його уперед, на Платіні. Позиція опорного півзахисника зазвичай не передбачає яскравої гри, що привертає увагу глядачів та спеціалістів, тож тим ціннішим було визнання Боніні найкращим молодим футболістом Європи 1983 року.
За сім сезонів, проведених у «Ювентусі», Боніні став володарем майже всіх основних клубних трофеїв Старого Світу — виграв Суперкубок УЄФА, Кубок чемпіонів та Кубок володарів кубків. Гравець також вигравав міжконтинентальний кубок, три чемпіонські титули в Італії, став володарем Кубка країни.
1988 року футболіст залишив Турин і приєднався до «Болоньї», команди, що саме повернулася до Серії A. Допоміг новій команді зберегти місце в елітному дивізіоні за результатами сезону 1988-89, а наступного сезону отримати путівку до розіграшу Кубка УЄФА. За піднесенням у грі «Болоньї» настав спад, і в чемпіонаті 1990-91 команда зайняла останнє місце турнірної таблиці та вибула до Серії B. Наступні два сезони, які стали останніми у клубній футбольній кар'єрі гравця, Боніні відіграв у цьому другому за силою італійському дивізіоні.

## Виступи за збірну
Ще виступаючи у складі «Чезени» Боніні привернув увагу тренерів молодіжної збірної Італії. Оскільки на той час УЄФА не визнавала футбольну федерацію Сан-Марино і вважала усіх гравців з громадянством цієї країни італійцями, Боніні прийняв пропозицію представників італійської «молодіжки», у складі якої протягом 1980—1983 років зіграв 9 матчів.
На рівні національних збірних дебютував лише 1990 року, після визнання Федерації футболу Сан-Марино та початку проведення офіційних матчів збірною Сан-Марино. За збірну своєї країни провів 19 матчів, останні з яких 1995-го, через два роки після завершення виступів на клубному рівні.
2004 року футбольні федерації країн-членів УЄФА визначали своїх найкращих футболістів останнього 50-річчя для отримання Ювілейних нагород УЄФА. Лауреатом нагороди від Сан-Марино став Массімо Боніні.

## Тренер та функціонер
Після завершення виступів на футбольному полі протягом 1996 — 1998 років очолював національну збірну Сан-Марино як головний тренер.
Згодом перебрався до італійського клубу «Чезена», в якому свого часу виступав як гравець. У «Чезені» до 2000 року був тренером молодіжної команди клубу, пізніше обіймав посаду технічного директора.

## Досягнення та нагороди

### Командні
- Володар міжконтинентального кубка: 1985
- Володар Суперкубка Європи: 1984
- Володар Кубка чемпіонів УЄФА: 1984–85
- Володар Кубка володарів кубків УЄФА: 1983–84
- Чемпіон Італії (3): 1981–82, 1983–84, 1985–86.
- Володар Кубка Італії: 1982-83.

### Особисті
- Найвидатніший сан-маринський футболіст 50-річчя (1954—2003)
- Найкращий молодий футболіст Європи: 1983